# Country noir
El country noir, también llamado rural noir, hillbilly noir, redneck noir, grit lit, hitch lit, local crime, rural crime, novela negra rural -en España- o polar rural -en Francia-, es un subgénero de la novela negra, donde la acción transcurre en un ambiente rural.
El country noir no rompe totalmente con la novela negra, recoge muchos de sus estereotipos y los utiliza en su provecho, añadiendo elementos de cosecha propia.

## Orígenes e historia
La primera aparición del término country noir se produjo en 1996, en la primera edición del quinto libro publicado por Daniel Woodrell, titulado Give Us a Kiss: A Country Noir.
Woodrell quería librarse del tópico de "escritor de misterio", pero más tarde renegó de su creación:

«The therm country noir isn't even worth using any more...
 I don't want to be required to live up to my own definition.»
«Ya ni siquiera vale la pena usar el término country noir...
 No quiero que me exijan estar a la altura de mi propia definición»
Daniel Woodrell

Pero no era la primera aparición del country noir. Estrechamente ligado a la literatura sureña, las primeras obras literarias que se consideran como country noir, se publican en la primera mitad del siglo XX. Es el caso de novelas como Santuario de William Faulkner, publicada en 1929; El camino del tabaco (1932) y La parcela de Dios (1933), ambas de Erskine Caldwell; o El cartero siempre llama dos veces de James M. Cain, publicada en 1934.
En los años posteriores siguieron apareciendo novelas emparentadas con el country noir, como 1280 almas (1964) de Jim Thompson, La oscuridad exterior (1968) de Cormac McCarthy,  o Deliverance de James Dickey en 1970.
La gran expansión del country noir se produjo a partir de la década de 1990, con la aparición de múltiples escritores y escritoras, y no sólo en los Estados Unidos, sino en muy diversos países.

## Características

### En Estados Unidos
El country noir es un género típicamente norteamericano. Aunque se ha ido abriendo a otros países, está relacionado con el western y la literatura sureña, ambos netamente estadounidenses. También está emparentado con el gótico sureño, aunque éste es más fantasioso y menos violento.
El country noir es, básicamente un hard boiled trasladado al ámbito rural. Es decir, a pesar de ser novela policíaca, la trama y resolución del conflicto (del delito), pasa a ocupar un segundo plano, dejando el protagonismo a la ambientación y los personajes. Véase Novela negra y también Novela policíaca, características del hard boiled.
Los escenarios - la Meseta de Ozark, los Apalaches, el sur rural, el medio oeste (Michigan) o el suroeste (Texas) -. tienen características bastante concretas: espacio apartado, agreste, comunidades pobres, rurales y con marcados rasgos culturales muy diferentes de lo típicamente estadounidense. Son lugares donde la legalidad. o su ausencia, tienen rasgos singulares. Como afirma el editor Fernando Paz: «(...) es un escenario en el que las pasiones, las venganzas y los instintos atávicos quizás puedan encontrarse en un estado más puro que en la ciudad, cada vez más domesticada o ensimismada a causa de las redes sociales».
En cuanto a los personajes, son obras repletas de «basura blanca», frikis y rednecks. Pero a la vez son personajes compuestos de varias capas, con muchos grises y sombras. Gente que tiene opciones limitadas por diversos factores: el analfabetismo, lo restrictivo y opresor del entorno, muchas veces un pasado violento... Son personas que tiene sus propias leyes, y utilizan esas o las oficiales según su interés y beneficio. Acostumbran a estar al margen de la ley y sobreviven con plantaciones de marihuana o cocinando metanfetaminas, igual que sus antepasados lo hacían con la destilación de moonshine  o el contrabando.
Aunque es una literatura predominantemente masculina, empiezan a salir escritoras, y algunos escritores, que hacen de los personajes femeninos los más fuertes y decididos en contraste con los masculinos más descuidados y extraños. La fortaleza de esas mujeres les permite resistir a unos hombres mucho más violentos y crueles.

### En otros países
Las características generales vienen a ser las mismas en todo el mundo: el country noir se aproxima al género negro desde una perspectiva rústica, tanto en lo relativo a su localización («paisajes desolados, (...) una sociedad inmersa en una crisis caótica...», «las carreteras comarcales sin mantenimiento, los descampados de Castilla o La Mancha iluminados por el neón barato de los puticlubs...»), como a sus personajes («...a la deriva con vidas descarnades, fanatismos religiosos, corrupción y pulsiones sexuales y asesinas»).
En definitiva el country noir, igual que otros géneros y subgéneros literarios, es un término elástico y sin límites formales claramente definidos, que no se adscribe a una escuela estética concreta.

### Cine y televisión
La adaptación de novelas country noir al cine y televisión, ha ayudado a la extensión rápida del género.
Aunque desde mediados del siglo XX se han sucedido las adaptaciones de novelas que se pueden calificar country noir —La ruta del tabaco (1941) o El cartero siempre llama dos veces (1946)—, como ocurre con la producción literaria, a partir de finales del xx y principios del XXI habrá una expansión muy fuerte —Blood Simple (1984) o Fargo (1996), ambas de los hermanos Coen y sin relación directa con la literatura—, representada especialmente por Winter's Bone (2010), adaptación de la novela de Daniell Woodrell y ganadora de varios premios además de candidata a cuatro Premios Óscar, incluidos Mejor Dirección y Mejor Actriz.
La mayoría de la producción cinematográfica y televisiva en torno al country noir ha sido estadounidense, aunque hay ejemplos en otros países como: Plinio (serie de TV española, basada en los libros del policía municipal Manuel González alias Plinio, escritos por Francisco García Pavón) o 1280 almas (producción francesa dirigida por Bertrand Tavernier y única versión del libro de Jim Thompson, aunque traslada la historia de USA al África colonial francesa).

## Autores y obras decountry noir
Véase Anexo:Autores y obras de country noir.

## Cine y TV
Véase Anexo:Películas y series de country noir.